# Marcel Desprès (pêcheur)
Marcel Després est un pêcheur français, licencié à la Fédération française de pêche sportive au coup.

## Palmarès
- Vice-champion du monde de pêche sportive au coup en eau douce individuel, en 1964 (à Isola Pescorali);
- Champion du monde de pêche sportive au coup en eau douce par équipes, en 1964 (à Isola Pescorali) et 1966 (à Martan-Ferry (Angleterre));
- Vice-champion du monde de pêche sportive au coup en eau douce par équipes, en 1967 (à Dunaújváros);
- 3e du championnat du monde de pêche sportive au coup en eau douce par équipes, en 1965 (à Galați);
- Champion de France de pêche sportive au coup en eau douce, en 1964 (à Coulon-Niort);
- Vainqueur du Grand National en 1967 (à Vitry-le-François).